# Aeropuerto Internacional Marcos A. Gelabert
El Aeropuerto Internacional Marcos A. Gelabert (IATA: PAC, OACI: MPMG) se encuentra ubicado en el área noroccidental de la Ciudad de Panamá, en la zona de Albrook, corregimiento de Ancón. Es el segundo aeropuerto de Panamá en tráfico aéreo, así como en pasajeros transportados y el segundo de la provincia de Panamá después del Aeropuerto Internacional de Tocumen.
Alberga las sedes administrativas de LATAM Airlines  y de Bocas Air.

## Historia
Los terrenos actuales pertenecieron en origen a la Estación de la Fuerza Aérea de Albrook, una antigua instalación de la Fuerza Aérea de los Estados Unidos acantonada en la Zona del Canal que fue construida en 1932 y traspasada a Panamá por los Tratados Torrijos-Carter, el 30 de septiembre de 1997.
El nombre de Marcos A. Gelabert responde a Marcos Antonio Gelabert, pionero de la aviación panameña y fundador del aeropuerto de Paitilla, situado en pleno centro de la Ciudad de Panamá desde el año 1934. El aeropuerto original recibió el nombre de su creador después de fallecer el 24 de mayo de 1952. En enero de 1999, las instalaciones de Paitilla fueron cerradas y las operaciones pasaron al aeropuerto de Albrook, que tomó el nombre de Marcos A. Gelabert.

## Destinos

### Pasajeros
| Destinos por aerolínea                                                                              | Destinos por aerolínea | Destinos por aerolínea |
| Aerolínea                                                                                           | Destinos | Alianza                |
| --------------------------------------------------------------------------------------------------- | --- | ---------------------- |
| Air Panama                                                                                          | Achutupo, Bahía Piña, Changuinola, Chitré, Ciudad de David, Isla Colón, Isla Contadora, Isla San José (Panamá), Jaqué, Mulatupo, Ogobsucum, Playón Chico, Puerto Obaldía, San José | N/A                    |
| Bocas Air                                                                                           | Bocas del Toro, Changuinola, David | N/A                    |
| Flytrip                                                                                             | Bocas del Toro, Isla Contadora | N/A                    |
| SARPA                                                                                               | Cali-Aragón, Medellin-Cordova, Monteria | N/A                    |
| Total: 18 destinos (14 nacionales, 4 internacionales), 4 aerolíneas (3 nacionales, 1 internacional) | |                        |

### Destinos internacionales
| Ciudades por países                       | Nombre del aeropuerto                       | Aerolíneas      | Aeronaves       | Frecuencias por semana | Nota                  |
| América Central                           | América Central                             | América Central | América Central | América Central        |                       |
| ----------------------------------------- | ------------------------------------------- | --------------- | --------------- | ---------------------- | --------------------- |
| Costa Rica (1 destino, 1 aerolínea)       |                                             |                 |                 |                        |                       |
| San José                                  | Aeropuerto Internacional Juan Santamaría    | Air Panama      | F50             | 3                      |                       |
| Sudamérica                                |                                             |                 |                 |                        |                       |
| Colombia (1 destino, 2 aerolíneas)        |                                             |                 |                 |                        |                       |
| Cali                                      | Aeropuerto Alfonso Bonilla Aragón           | SARPA           | ERJ-145         | 2                      | [ Nota 1 ]            |
| Medellín                                  | Aeropuerto Internacional José María Córdova | SARPA           | ERJ-145         | 2                      | [ Nota 2 ]            |
| Montería                                  | Aeropuerto Internacional Los Garzones       | SARPA (Vía BAQ) | ERJ-145         | 2                      | [ Nota 3 ] [ Nota 4 ] |
| Total: 4 destinos, 2 países, 2 aerolíneas |                                             |                 |                 |                        |                       |